# Parapsestis meleagris
Parapsestis meleagris är en fjärilsart som beskrevs av Constant Vincent Houlbert 1921. Parapsestis meleagris ingår i släktet Parapsestis och familjen sikelvingar. Inga underarter finns listade i Catalogue of Life.